# Jean Puth
Jean Puth (* 6. März 1865 in Londorf; † 28. Dezember 1933 in Hungen) war Abgeordneter des Provinziallandtages der preußischen Provinz Hessen-Nassau.

## Leben
Jean Puth war der Sohn des gleichnamigen Hanauer Bürgers und dessen Gemahlin Emilie Fendt. Nach seiner Schulausbildung erlernte er den Beruf des Kaufmanns. In Fechenheim (Stadtteil von Frankfurt am Main) war er kommissarischer Bürgermeister und kam 1906 nach Hungen, wo er bis zu seinem Tode Geschäftsführer der Molkereigenossenschaft war. Er engagierte sich politisch, trat der SPD bei und wurde 1919 als deren Vertreter Mitglied im Kurhessischen Kommunallandtag des Regierungsbezirks Kassel, aus dessen Mitte er zum Abgeordneten des Provinziallandtages der Provinz Hessen-Nassau bestimmt wurde. Er blieb bis 1920 in den Parlamenten.